# Efektivní teplota
Efektivní teplota (značka Tef, případně Teff) je teplota černého tělesa, které vyzařuje z jednoho metru čtverečního stejné množství energie jako hvězda. Je nejlepší mírou skutečné teploty povrchu hvězdy (sluneční fotosféry). Každý spektrální typ má určitý interval efektivní teploty, proto se v HR diagramu nanáší na vodorovnou osu.
S pomocí sluneční konstanty je možné vypočítat, kolik vyzařuje jeden metr čtvereční povrchu Slunce, a takto určit jeho efektivní teplotu. Ta je přibližně rovna 5 800 K.
Podle Stefanova–Boltzmannova zákona platí pro zářivost L černého tělesa ve tvaru koule, které má teplotu T a poloměr R, následující vzorec:
{\displaystyle L=4\pi R^{2}T_{\mathrm {ef} }^{4}}
V něm je Tef efektivní teplotou hvězdy („černého tělesa“).